# Castillo de Almogía
El castillo de Almogía es una fortificación situada en el casco urbano de la localidad malagueña de Almogía, España. Cuentan con la protección de la Declaración genérica del Decreto de 22 de abril de 1949, y la Ley 16/1985 sobre el Patrimonio Histórico Español.

## Descripción
Dominando el casco urbano de Almogía, se eleva esta fortaleza de planta irregular, tendente a ovalada, de la que se conservan distintos lienzos de muro y la torre principal, conocida por el nombre de Torre de la Vela. La obra es de mampostería, respondiendo a una fortaleza de posible cronología nazarí.
Posee algunas vinculaciones tipológicas con todas las fortalezas medievales pertenecientes al último período de ocupación musulmana, como Alozaina, Casarabonela, Almayate, Tolox, Yunquera... Sin embargo, por su proximidad geográfica estaría vinculada con Cártama. 
De las estructuras conservadas habría que citar la torre principal adosada al ángulo noreste del recinto. Está realizada en mampostería con las piedras algo trabajadas en los ángulos. El relleno del interior de los muros se realiza con argamasa con presencia de algunos guijarros. Esta torre principal presenta algunos añadidos, como pequeñas chabolas que contienen algunos materiales. También permanece en pie una torre escalonada de mampostería en la zona este. Además, se conservan algunos fragmentos de los muros que formaban el conjunto del recinto. No resulta visible el aljibe, aunque se tiene constancia de su existencia, por lo que debe de encontrarse soterrado.

## Historia
Los autores árabes no mencionan este castillo en relación con Almogía, aunque cabría la posibilidad que figurase con otra denominación. En cualquier caso, cabría esperar que una excavación definiese con algo más de claridad una cronología más aproximada, aunque por los materiales y técnicas empleadas se podría datar en el período nazarí.